# Gümüşpınar, Düzce
Gümüşpınar là một xã thuộc thành phố Düzce, tỉnh Düzce, Thổ Nhĩ Kỳ. Dân số thời điểm năm 2010 là 1.086 người.